# Calamiana kabilia
Calamiana kabilia  é uma espécie de peixe da família Gobiidae e da ordem Perciformes.

## Morfologia
- Os machos podem atingir 3,6 cm de comprimento total.[4][5]

## Alimentação
Alimenta-se de peixes e invertebrados, incluindo larvas de mosquitos.

## Habitat
É um peixe de clima tropical e demersal.

## Distribuição geográfica
É encontrado no Oceano Pacífico ocidental: nordeste de Borneo e nas Filipinas.

## Observações
É inofensivo para os humanos.